# Kotch
Kotch (bra: Ainda Há Fogo sob as Cinzas ou Kotch - Ainda Há Fogo sob as Cinzas; prt: Antes Que Chegue o Inverno) é um filme norte-americano de 1971, do gênero comédia dramática, dirigido por Jack Lemmon, com roteiro de John Paxton baseado em no romance Kotch, de Katharine Topkins .

## Produção
Kotch é o único filme que Jack Lemmon dirigiu. Empreendimento familiar, Lemmon chamou o amigo Walter Mattau para interpretar o papel título. Sua esposa Felicia Farr e Lucy Saroyan, filha de William Saroyan e enteada de Matthau, também estão no elenco. O próprio Lemmon faz uma ponta, como um passageiro de ônibus (de bigode).
Matthau foi indicado ao Oscar. Ao todo, Kotch recebeu quatro indicações. A canção Love Is What You Make It, de Marvin Hamlisch e Johnny Mercer, foi premiada com o Globo de Ouro.
Segundo Ken Wlaschin, Kotch é um dos dez melhores filmes da carreira de Matthau.

## Sinopse
Aos 72 anos, Joseph Kotcher vive com o filho Gerald e a nora Wilma, com quem vive às turras porque ele mima muito o neto Duncan. Um dia, Wilma contrata a babá Erica e sugere a Joseph que se interne em um asilo. Joseph, entretanto, resolve viajar pelo país e empresta dinheiro a Erica quando descobre que ela está grávida. Depois que ela é demitida, os dois acabam por se encontrar em Palm Springs e aprendem que têm muito em comum.

## Premiações
| Patrocinador                                            | Prêmio       | Categoria | Resultado                   |
| ------------------------------------------------------- | ------------ | --- | --------------------------- |
| Academia de Artes e Ciências Cinematográficas           | Oscar        | Melhor ator (Walter Matthau) Melhor montagem Melhor mixagem de som Melhor canção original                                           | Indicado                    |
| Associação de Correspondentes Estrangeiros de Hollywood | Golden Globe | Melhor filme - comédia ou musical Melhor ator de comédia ou musical (Walter Matthau) Melhor roteiro - cinema Melhor canção original | Indicado Vencedor           |
| Writers Guild of America                                | WGA          | Melhor roteiro adaptado - comédia                                                                                                   | Vencedor[carece de fontes?] |
| American Cinema Editors                                 | Eddie        | Melhor edição de longa-metragem | Indicado[carece de fontes?] |
| Kansas City Film Critics Circle Awards                  | KCFCC        | Melhor ator (Walter Matthau) | Vencedor[carece de fontes?] |

## Elenco
| Ator/Atriz      | Personagem        |
| --------------- | ----------------- |
| Walter Matthau  | Joseph Kotcher    |
| Deborah Winters | Erica Herzenstiel |
| Felicia Farr    | Wilma Kotcher     |
| Charles Aidman  | Gerald Kotcher    |
| Ellen Geer      | Vera Kotcher      |
| Donald Kowalski | Duncan Kotcher    |
| Arlen Stuart    | Senhora Fisher    |
| Jessica Rains   | Doutora McKernan  |
| Biff Elliott    | Gerente do motel  |
| Lucy Saroyan    | Sissy             |